# Laggarfall (naturreservat)
Laggarfall är ett naturreservat sydväst om byn Laggarfall i Askersunds kommun i Örebro län.
Området är naturskyddat sedan 2014 och är 26 hektar stort. Reservatet består av granskog med gott om lövträd. 